# Rio Cumpăniţa (Argeş)
O Rio Cumpăniţa é um rio da Romênia, afluente do Cumpăna, localizado no distrito de Argeş.